# Klugerella marcusi
Klugerella marcusi is een mosdiertjessoort uit de familie van de Cribrilinidae. De wetenschappelijke naam van de soort is voor het eerst geldig gepubliceerd in 1967 door Cook.